# Liste der Bodendenkmale in Echem
In der Liste der Bodendenkmale in Echem sind alle Bodendenkmale der niedersächsischen Gemeinde Echem aufgelistet. Die Quelle ist der Denkmalatlas Niedersachsen. Der Stand der Liste ist der 28. Juli 2024.

## Tabellenaufbau
In den Spalten finden sich folgende Informationen des Bodendenkmales :
- Lage        : geographische Koordinaten
- Bezeichnung : Bezeichnung lt. Denkmalatlas
- Beschreibung: Beschreibung lt. Denkmalatlas
- ID          : Objekt-ID
- Bild        : Bild, ggf. zusätzlich mit Link zu weiteren Fotos im Medienarchiv Wikimedia Commons.

## Echem
| Lage                         | Bezeichnung     | Beschreibung | ID       | Bild |
| ---------------------------- | --------------- | --- | -------- | ---- |
| 53° 20′ 41″ N, 10° 33′ 54″ O | Echem 9, Burg   | | 28931057 | BW   |
| 53° 20′ 29″ N, 10° 30′ 32″ O | Echem 11, Deich | | 28931059 | BW   |
| 53° 20′ 52″ N, 10° 30′ 47″ O | Echem 12, Deich | | 28931061 | BW   |
| 53° 20′ 16″ N, 10° 30′ 24″ O | Echem 14, Deich | | 28931063 | BW   |
| 53° 19′ 56″ N, 10° 29′ 22″ O | Echem 15, Wurt  | Annähernd oval. L. 70 m; gr. Br. 40 m; H. + 5,8 m NN, H. über umgebendem Gelände bis 1,5 m. Mit Hofstelle bebaut. | 28931065 | BW   |